# Starokosťantyniv
Starokosťantyniv (ukrajinsky Старокостянтинів; rusky Староконстантинов – Starokonstantinov; polsky Starokonstantynów) je město v Chmelnyckém rajónu Chmelnycké oblasti na Ukrajině. Leží na řece Sluči ve vzdálenosti 41 kilometrů na severovýchod od Chmelnyckého, hlavního města oblasti. V roce 2012 v něm žilo zhruba 35 tisíc obyvatel.
Dějiny Starokosťantynivu začínají v 16. století, kdy zde volyňský kníže Konstantin Ostrožský založil pevnost a následně jeho syn Konstantin Vasil Ostrožský hrad.
Západně od města vede železniční trať Šepetivka – Chmelnyckyj, k níž se jihozápadně od města připojuje železniční trať Starokosťantyniv – Kalynivka.

## Osobnosti
- Petr Zlenko (1891–1954), ukrajinsko-český bibliograf, knihovník a publicista